# Dona Inês
Dona Inês est une ville brésilienne du nord-est de l'État de la Paraíba.
Sa population était estimée à 10 832 habitants en 2007. La municipalité s'étend sur 132 km2.